# 안드로메다자리
안드로메다자리(라틴어: Andromeda)는 프톨레마이오스가 정리한 48개의 별자리 중 하나이자 국제천문연맹이 공인한 88개의 별자리 중 하나이다. 그리스 신화에 등장하는 인물인 안드로메다의 이름이 붙여진 별자리이다. 페가수스자리 부근의 북쪽 하늘에 자리잡고 있으며, 영역 내에 안드로메다 은하가 있다. 페가수스자리와 함께 북반구에서 가을철 저녁에 가장 눈에 잘 띄는 별자리이다. 안드로메다자리는 남위 40°까지 보이며, 더 남쪽에 있는 관측자에겐 수평선 아래로 내려간다. 안드로메다자리는 772평방도(square degree)로 넓은 면적의 별자리 중 하나이며, 이는 보름달의 1,400배에 달하는 크기이다.
영어로는 'The chained lady 또는 The chained maiden사슬에 묶인 여자'라는 별칭이 있다. 동아시아의 별자리에서는 규수의 규, 누수의 천장군, 벽수의 벽의 일부에 해당된다.
알파 별인 알페라츠는 쌍성으로 페가수스자리에 함께 포함된다. 알페라츠보다 약간 흐린 안드로메다 베타는 붉은 거성으로 맨눈으로 볼 수 있다. 가장 유명한 심원천체는 맨눈으로 볼 수 있는 안드로메다 은하이다. 안드로메다 은하의 위성은하인 메시에 110, 메시에 32 외에도 NGC 891도 안드로메다자리에 놓여있다. 행성상 성운인 NGC 7662도 볼 수 있다.

## 특징

### 항성
- 알페라츠(Alpheratz)는 안드로메다자리에서 가장 밝은 별로, 시라흐(Sirrah)라는 별칭이 있다. 둘 다 '말의 배꼽'이라는 뜻이다. 페가수스자리의 영역이 겹치기 때문에 페가수스자리 델타로 불린 적도 있으나 현재는 불리지 않는다. 페가수스자리의 알파, 베타, 감마별과 함께 페가수스의 사각형을 이룬다. 알페라츠는 Ap/Bp 별에 해당하는 쌍성이며, 광도는 태양의 96배, 겉보기 등급은 2.1이다. 지구에서 97광년 떨어져 있다.

- 미라크(Mirach)는 베타별로, 허리띠라는 뜻이다. 지구에서 약 200광년 떨어져 있으며, 2.1등급의 밝기, 태양의 115배에 달하는 광도를 가지고 있다.

- 알마크(Almach)는 감마별로 2.14 등급이며, 안드로메다자리의 남쪽에 위치한다. 알마크는 4중성계로 구성되어 있다.

- 안드로메다자리 웁실론은 외계 행성계로 3개의 행성이 발견되었다. 이들의 질량은 각각 목성의 0.71배, 2.11배, 4.61배의 질량이다.

### 태양계 밖 천체들
- 가장 유명한 것은 M31 안드로메다 은하일 것이다. 맨 눈으로 볼 수 있는 가장 먼 천체로 220만 광년 거리에 있다. 위쪽에는 타원은하 M32가, 아래에는 M110이 있다. 우리 은하와 비슷한 모양이다. 안드로메다자리의 β별과 μ별을 잇는 선을 μ별 자리로 연장하면 찾을 수 있다.

### 유성우
- 매 11월마다 안드로메다 자리에서 유성우가 관측된다. 유성우는 매년 11월 중순에서 말에 정점을 찍지만 시간당 떨어지는 유성은 2개 이하로 적은 편이다. 천문학자들은 이 유성우가 19세기에 파괴된 비엘라 혜성과 연관되어 있는 지 논쟁하고 있다.

## 역사

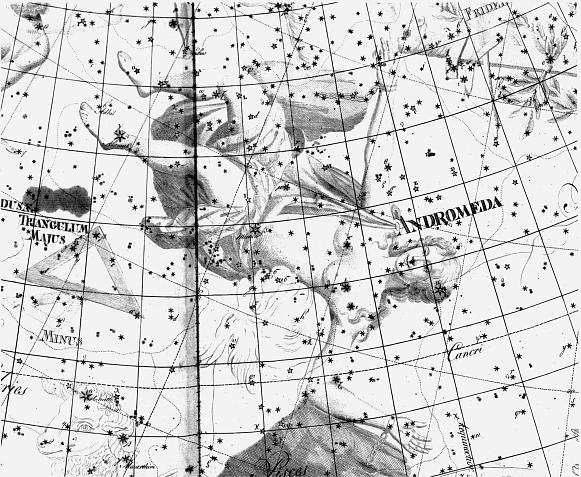
보데 성도의 안드로메다자리 (1782년)

현재는 사슬에 묶여 있는 여성의 모습을 하고 있는 것으로 여겨지지만 이는 그리스 신화에서의 행적이 반영된 것이고, 더 오래전인 바빌로니아에서부터 찾아볼 수 있다. 그때는 물고기자리 위쪽과 안드로메다자리의 중앙의 별들만 묶었는데, 이를 풍요의 여신인 아누니트로 여겼다. 시간이 흘러 2세기, 프톨레마이오스의 저서인 알마게스트에 정리된 48개의 별자리 중 하나가 되었다. 국제천문연맹으로부터 1922년에 'And'라는 약자를 부여 받고, 1930년에는 88개의 별자리 중 하나로 공인 받았다.

## 신화
안드로메다는 아이티오피아의 공주로. 아버지는 케페우스, 어머니는 카시오페이아이다. 카시오페이아는 외모가 뛰어났지만 자만심이 강했는데, 항상 자신이 님프인 네레이데스보다 아름답다고 자랑을 하고 다녔다. 그러자 네레이데스는 바다의 신인 포세이돈에게 카시오페이아를 혼내 주자고 했고, 포세이돈은 이를 받아들여 괴물 케토(신화 속 뱀 괴물)를 보내어 이티오피아를 공격하라고 했다. 나라가 위기에 처하자 케페우스는 이를 막고자 아문의 신탁을 받았는데, 그 신탁은, 자신의 딸을 괴물의 제물로 바쳐야만 한다는 것이었다. 그렇게 안드로메다는 바위에서 사슬에 묶인 채, 제물로 바쳐지기만을 기다리고 있었다. 어느 날, 마침 메두사를 처치하고 돌아가던 페르세우스가 안드로메다를 발견하고는 한눈에 반했다. 안드로메다에게서 사정을 들은 페르세우스는 하데스가 준 칼을 이용해 케토를 죽이고 안드로메다와 결혼해서 7명의 아들과 2명의 딸을 낳았다.